# مستشفى عبد الرحمن مامي للأمراض الصدرية

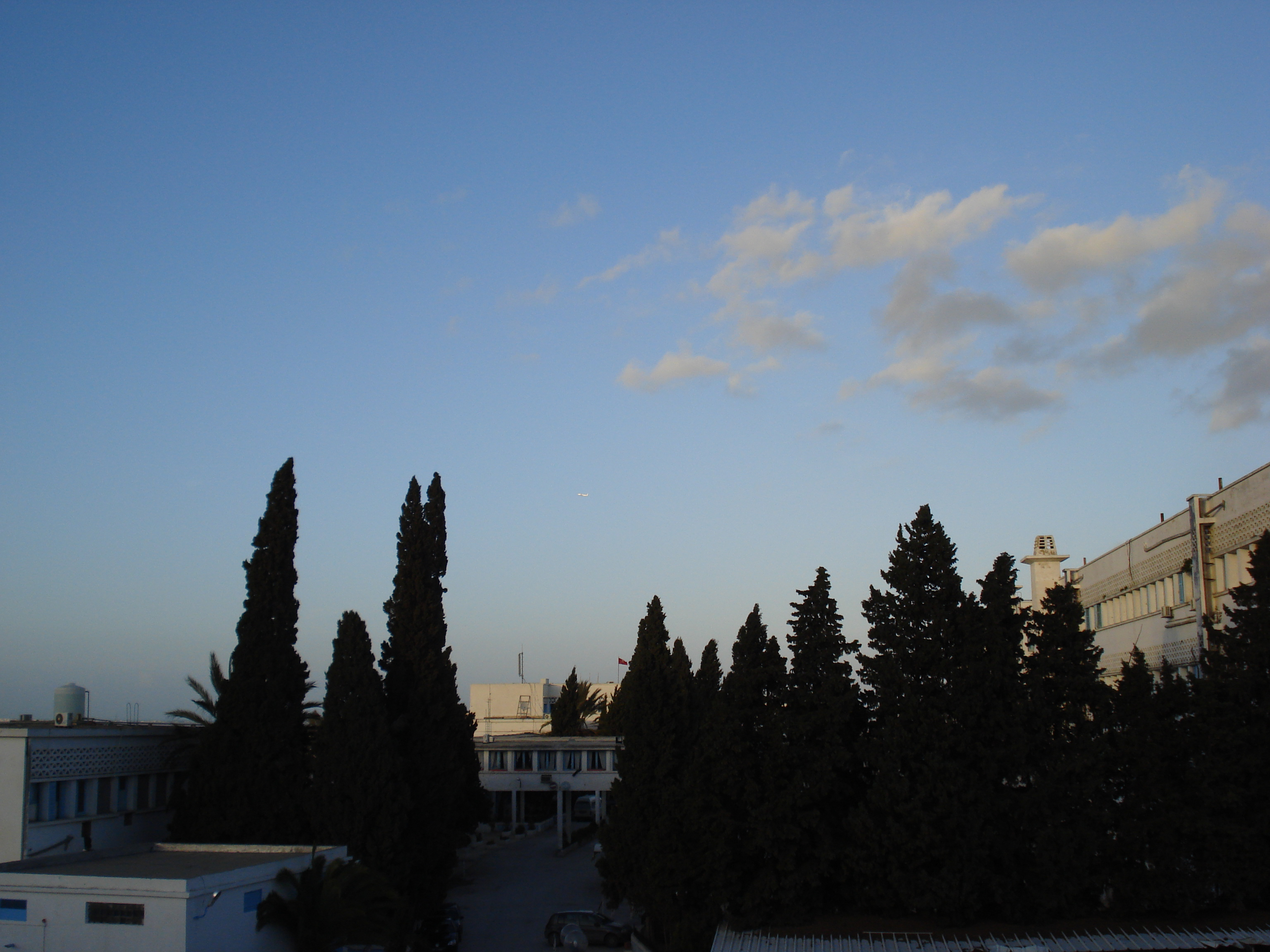
مستشفى عبد الرحمان مامي للأمراض الصدرية.

مستشفى عبد الرحمان مامي للأمراض الصدرية هو مستشفى جامعي يقع بمدينة أريانة قرب مدينة تونس. يحوي مستشفى عبد الرحمان مامي للأمراض الصدرية عدة أقسام في الأمراض الصدرية، وأمراض القلب والشرايين، وجراحة الصدر والقلب والشرايين، والإنعاش التنفسي، وأقسام مخبرية وتصوير طبي.